# 24215 Jongastel
24215 Jongastel è un asteroide della fascia principale. Scoperto nel 1999, presenta un'orbita caratterizzata da un semiasse maggiore pari a 2,4144805 UA e da un'eccentricità di 0,0530539, inclinata di 1,68171° rispetto all'eclittica.